# Mistrzostwa Ameryki Północnej, Środkowej i Karaibów w Piłce Siatkowej Kobiet 2019
Mistrzostwa Ameryki Północnej, Środkowej i Karaibów w Piłce Siatkowej Kobiet 2019 – 26 edycja mistrzostw rozegrana w dniach 8 – 13 października 2019 roku w portorykańskiej miejscowości San Juan. 

## Uczestnicy
| Grupa A                         | Grupa B                                               |
| ------------------------------- | ----------------------------------------------------- |
| Kuba Portoryko Kanada Kostaryka | Meksyk Dominikana Stany Zjednoczone Trynidad i Tobago |

## Faza grupowa[1]

### Grupa A
Tabela
| Lp. | Drużyna   | Mecze | Mecze | Mecze | Pkt | Małe punkty | Małe punkty | Małe punkty | Sety | Sety | Sety  |
| Lp. | Drużyna   | M     | W     | P     | Pkt | zdob.       | str.        | ratio       | wyg. | prz. | ratio |
| --- | --------- | ----- | ----- | ----- | --- | ----------- | ----------- | ----------- | ---- | ---- | ----- |
| 1   | Portoryko | 3     | 3     | 0     | 15  | 225         | 140         | 1.607       | 9    | 0    | MAX   |
| 2   | Kanada    | 3     | 2     | 1     | 9   | 235         | 188         | 1.250       | 6    | 4    | 1.500 |
| 3   | Kuba      | 3     | 1     | 2     | 6   | 189         | 220         | 0.859       | 4    | 6    | 0.667 |
| 4   | Kostaryka | 3     | 0     | 3     | 0   | 124         | 225         | 0.551       | 0    | 9    | 0.000 |

Źródło: norceca.net
Punktacja: 3:0 – 5 pkt, 3:1 – 4 pkt, 3:2 – 3 pkt, 2:3 – 2 pkt, 1:3 – 1 pkt, 0:3 – 0 pkt
Zasady ustalania kolejności: 1. liczba zwycięstw, 2. liczba punktów, 3. stosunek małych punktów, 4. stosunek setów, 5. bilans w bezpośrednich meczach
     awans do półfinału
     awans do ćwierćfinału
     walka o miejsca 5-8
Wyniki
| Data  | Godz. | Drużyna 1 | Wynik | Drużyna 2 | 1     | 2     | 3     | 4     | 5 | Widzów | * |
| ----- | ----- | --------- | ----- | --------- | ----- | ----- | ----- | ----- | - | ------ | - |
| 08.10 | 14:00 | Kanada    | 3:1   | Kuba      | 25:16 | 22:25 | 25:17 | 25:14 |   | 100    | 1 |
| 08.10 | 20:15 | Portoryko | 3:0   | Kostaryka | 25:8  | 25:14 | 25:13 |       |   | 350    | 2 |
| 09.10 | 14:00 | Kanada    | 3:0   | Kostaryka | 25:20 | 25:8  | 25:13 |       |   | 100    | 3 |
| 09.10 | 20:15 | Portoryko | 3:0   | Kuba      | 25:15 | 25:9  | 25:18 |       |   | 1000   | 4 |
| 10.10 | 14:00 | Kostaryka | 0:3   | Kuba      | 17:25 | 15:25 | 16:25 |       |   | 75     | 5 |
| 10.10 | 20:15 | Portoryko | 3:0   | Kanada    | 25:23 | 25:22 | 25:18 |       |   | 2500   | 6 |

### Grupa B
Tabela
| Lp. | Drużyna           | Mecze | Mecze | Mecze | Pkt | Małe punkty | Małe punkty | Małe punkty | Sety | Sety | Sety  |
| Lp. | Drużyna           | M     | W     | P     | Pkt | zdob.       | str.        | ratio       | wyg. | prz. | ratio |
| --- | ----------------- | ----- | ----- | ----- | --- | ----------- | ----------- | ----------- | ---- | ---- | ----- |
| 1   | Stany Zjednoczone | 3     | 3     | 0     | 15  | 227         | 115         | 1.974       | 9    | 0    | MAX   |
| 2   | Dominikana        | 3     | 2     | 1     | 10  | 207         | 155         | 1.335       | 6    | 3    | 2.000 |
| 3   | Meksyk            | 3     | 1     | 2     | 5   | 161         | 182         | 0.885       | 3    | 6    | 0.500 |
| 4   | Trynidad i Tobago | 3     | 0     | 3     | 0   | 82          | 225         | 0.364       | 0    | 9    | 0.000 |

Źródło: norceca.net
Punktacja: 3:0 – 5 pkt, 3:1 – 4 pkt, 3:2 – 3 pkt, 2:3 – 2 pkt, 1:3 – 1 pkt, 0:3 – 0 pkt
Zasady ustalania kolejności: 1. liczba zwycięstw, 2. liczba punktów, 3. stosunek małych punktów, 4. stosunek setów, 5. bilans w bezpośrednich meczach
     awans do półfinału
     awans do ćwierćfinału
     walka o miejsca 5-8
Wyniki
| Data  | Godz. | Drużyna 1         | Wynik | Drużyna 2         | 1     | 2     | 3     | 4 | 5 | Widzów | *  |
| ----- | ----- | ----------------- | ----- | ----------------- | ----- | ----- | ----- | - | - | ------ | -- |
| 08.10 | 16:00 | Stany Zjednoczone | 3:0   | Trynidad i Tobago | 25:8  | 25:7  | 25:7  |   |   | 150    | 7  |
| 08.10 | 18:00 | Dominikana        | 3:0   | Meksyk            | 26:24 | 25:11 | 25:14 |   |   |        | 8  |
| 09.10 | 16:00 | Dominikana        | 3:0   | Trynidad i Tobago | 25:7  | 25:13 | 25:9  |   |   | 125    | 9  |
| 09.10 | 18:00 | Stany Zjednoczone | 3:0   | Meksyk            | 25:8  | 25:15 | 25:14 |   |   | 250    | 10 |
| 10.10 | 16:00 | Meksyk            | 3:0   | Trynidad i Tobago | 25:14 | 25:7  | 25:10 |   |   | 150    | 11 |
| 10.10 | 18:00 | Stany Zjednoczone | 3:0   | Dominikana        | 27:25 | 25:17 | 25:14 |   |   | 1800   | 12 |

## Runda pucharowa

### Ćwierćfinały
| Data  | Godz. | Drużyna 1  | Wynik | Drużyna 2 | 1     | 2     | 3     | 4     | 5 | Widzów | *  |
| ----- | ----- | ---------- | ----- | --------- | ----- | ----- | ----- | ----- | - | ------ | -- |
| 11.10 | 18:00 | Dominikana | 3:0   | Kuba      | 25:18 | 25:11 | 25:20 |       |   | 100    | 13 |
| 11.10 | 20:15 | Kanada     | 3:1   | Meksyk    | 25:20 | 29:31 | 25:17 | 25:20 |   | 200    | 14 |

### Rywalizacja o miejsca 5-8
| Data  | Godz. | Drużyna 1         | Wynik | Drużyna 2 | 1     | 2     | 3     | 4 | 5 | Widzów | *  |
| ----- | ----- | ----------------- | ----- | --------- | ----- | ----- | ----- | - | - | ------ | -- |
| 12.10 | 14:00 | Kostaryka         | 0:3   | Meksyk    | 14:25 | 11:25 | 17:25 |   |   | 100    | 15 |
| 12.10 | 16:00 | Trynidad i Tobago | 0:3   | Kuba      | 18:25 | 20:25 | 9:25  |   |   | 300    | 16 |

### Półfinały
| Data  | Godz. | Drużyna 1         | Wynik | Drużyna 2  | 1     | 2     | 3     | 4     | 5    | Widzów | *  |
| ----- | ----- | ----------------- | ----- | ---------- | ----- | ----- | ----- | ----- | ---- | ------ | -- |
| 12.10 | 18:00 | Stany Zjednoczone | 3:0   | Kanada     | 25:17 | 25:16 | 25:18 |       |      | 1500   | 17 |
| 12.10 | 20:15 | Portoryko         | 2:3   | Dominikana | 25:19 | 14:25 | 24:26 | 25:21 | 8:15 | 4500   | 18 |

### Mecz o 7. miejsce
| Data  | Godz. | Drużyna 1 | Wynik | Drużyna 2         | 1     | 2     | 3     | 4 | 5 | Widzów | *  |
| ----- | ----- | --------- | ----- | ----------------- | ----- | ----- | ----- | - | - | ------ | -- |
| 13.10 | 11:00 | Kostaryka | 3:0   | Trynidad i Tobago | 25:19 | 25:21 | 25:19 |   |   | 100    | 19 |

### Mecz o 5. miejsce
| Data  | Godz. | Drużyna 1 | Wynik | Drużyna 2 | 1     | 2     | 3     | 4     | 5 | Widzów | *  |
| ----- | ----- | --------- | ----- | --------- | ----- | ----- | ----- | ----- | - | ------ | -- |
| 13.10 | 13:00 | Meksyk    | 3:1   | Kuba      | 25:20 | 25:20 | 17:25 | 25:22 |   | 250    | 20 |

### Mecz o 3. miejsce
| Data  | Godz. | Drużyna 1 | Wynik | Drużyna 2 | 1     | 2     | 3     | 4 | 5 | Widzów | *  |
| ----- | ----- | --------- | ----- | --------- | ----- | ----- | ----- | - | - | ------ | -- |
| 13.10 | 15:00 | Portoryko | 0:3   | Kanada    | 24:26 | 13:25 | 20:25 |   |   | 2800   | 21 |

### Finał
| Data  | Godz. | Drużyna 1  | Wynik | Drużyna 2         | 1     | 2     | 3     | 4     | 5    | Widzów | *  |
| ----- | ----- | ---------- | ----- | ----------------- | ----- | ----- | ----- | ----- | ---- | ------ | -- |
| 13.10 | 17:15 | Dominikana | 3:2   | Stany Zjednoczone | 25:19 | 25:23 | 15:25 | 20:25 | 15:9 | 2500   | 22 |

## Klasyfikacja końcowa
| Miejsce | Reprezentacja     | Uwagi                                      |
| ------- | ----------------- | ------------------------------------------ |
| złoto   | Dominikana        | Awans na turniej kwalifikacyjny do IO 2020 |
| srebro  | Stany Zjednoczone |                                            |
| brąz    | Kanada            | Awans na turniej kwalifikacyjny do IO 2020 |
| 4.      | Portoryko         | Awans na turniej kwalifikacyjny do IO 2020 |
| 5.      | Meksyk            | Awans na turniej kwalifikacyjny do IO 2020 |
| 6.      | Kuba              |                                            |
| 7.      | Kostaryka         |                                            |
| 8.      | Trynidad i Tobago |                                            |

## Nagrody indywidualne[5]
| MVP                   | Najlepsza punktująca   | Najlepsze środkowe       | Najlepsza atakująca | Najlepsze przyjmujące    |
| --------------------- | ---------------------- | ------------------------ | ------------------- | ------------------------ |
| Brayelin Martínez     | Andrea Rangel          | Neira Ortiz Tetori Dixon | Karsta Lowe         | Kimberly Hill Alexa Gray |
| Najlepsza zagrywająca | Najlepsza rozgrywająca | Najlepsza broniąca       | Najlepsza libero    | Najlepsza odbierająca    |
| Bethania de la Cruz   | Jordyn Poulter         | Justine Wong-Orantes     | María José Castro   | Shara Venegas            |